# Паннефлек, Оуэн
Оуэн Паннефлек (нидерл. Owen Panneflek; род. 2006) — нидерландский футболист, нападающий юношеской команды клуба «Твенте».

## Клубная карьера
Оуэн является воспитанником клуба «Твенте». В конце 2024 года он заключил своей командой первый профессиональный контракт сроком до окончания сезона 2026/27. В сезоне 2024/25 нападающий привлекался к тренировкам взрослой команды «Твенте», а также к матчам в рамках Лиги Европы УЕФА, однако провёл их на скамейке запасных.

## Международная карьера
В 2025 году нападающий начал выступления за Нидерланды на юношеском уровне, попав в заявку юношеской сборной до 19 лет на юношеский чемпионат Европы. На этом турнире Оуэн принял участие во всех 5 матчах, а его национальная команда в итоге стала чемпионом Европы.

## Достижения
Сборная Нидерландов (до 19 лет)
- Чемпион Европы (до 19 лет) (1): 2025